# Тюрин, Александр Васильевич
Алекса́ндр Васи́льевич Тюрин (14.8.1905, Нижегородская область — 17.10.1943, Витебская область) — помощник командира взвода 240-го стрелкового полка 117-й стрелковой дивизии, старшина. Герой Советского Союза.

## Биография
Родился 14 августа 1905 года в деревне Деушиха ныне Сокольского района Нижегородской области в семье крестьянина. Русский. Член ВКП(б) с 1943 года. Окончил начальную школу. Был председателем колхоза.
В Красной Армии с 1941 года, на фронте с ноября 1941 года.
Отличился в боях за освобождение Белоруссии осенью 1943 года. 11 октября старшина Тюрин под огнём противника в районе безымянной высоты подполз к вражескому дзоту, забросал его гранатами, уничтожил пулемёт с расчётом. Был ранен, но продолжал бой. 17 октября во время наступления на деревню Крицки уничтожил вражеское штурмовое орудие, мешавшее продвижению роты. Погиб в этом бою.
Указом Президиума Верховного Совета СССР от 4 июня 1944 года за образцовое выполнение боевых заданий командования на фронте борьбы с немецко-фашистским захватчиками и проявленные при этом мужество и героизм старшине Тюрину Александру Васильевичу посмертно присвоено звание Героя Советского Союза.
Награждён орденом Ленина.
Похоронен в деревне Гурки Городокского района Витебской области.
На родине, в деревне Дресвищи Сокольского района, установлен обелиск. Его именем названы школа в этой деревне и улица в городе Пучеж Ивановской области. Имя Героя увековечено на мемориале в районном центре посёлке Сокольское.